# Janus Films
Janus Films (произносится «янус филмз») — американская кинопрокатная компания, с которой связывают успешное продвижение на рынке США некоммерческих авторских фильмов, признанных позже шедеврами мирового кинематографа, включая фильмы Микеланджело Антониони, Сергея Эйзенштейна, Ингмара Бергмана, Федерико Феллини, Акиры Куросавы, Франсуа Трюффо, Ясудзиро Озу и многих других. Первым успехом компании стал прокат фильма «Седьмая печать» Ингмара Бергмана (1957).
С 1984 года «Janus Films» тесно связана с известной компанией «The Criterion Collection», совместно с которой выпускает фильмы со своими правами на DVD и Blu-ray; самостоятельно действует как активный театральный дистрибьютор.
Название и логотип компании происходят от Януса, двуликого римского бога, владыки дверей, переходов, концов и начал.

## История
На одной из центральных улиц Кембриджа, штат Массачусетс, в 1940-е, располагался небольшой частный театр «Бреттл» (Brattle Theatre). Молодой актёр театра, Брайант Хэллиди и студент-историк Сайрус Харви-младший, сумели организовать в этом театре регулярные просмотры редких фильмов. Публике понравилось. В 1953 году они выкупили театр и устроили в нём кинотеатр, в котором чаще других показывали малоизвестные в Штатах зарубежные фильмы, Зал на 300 мест был почти всегда полон. И тогда компаньоны решили открыть на базе своего кинотеатра компанию по кинопрокату, — так в марте 1956 года появилась «Janus Films».
Первым делом Хэллид и Харви вышли на кинорынок Нью-Йорка, как самый важный для их бизнеса. В качестве основного места для показа фильмов, распространяемых «Janus», стал небольшой кинотеатр в центре Манхеттена «55th Street Playhouse» на 257 мест. За десять лет сотрудничества кинотеатр получил прозвище «европейский». В 1965 году конкуренция на американском рынке авторского кино породила финансово ощутимый спад и оба владельца продали «Janus Films».. В 1966 году Хэллиди продал также и свою долю в «Brattle», в то время как Харви продолжал управлять кинотеатром в 1970-х годах.
«Янус филмз» приобрели Сол Дж. Тьюрелл и Уильям Дж. Беккер. Они сменили маркентинговую стратегию компании, переключившись на создание титров к зарубежному кино и активно продвигая их в учебных заведениях. Их сыновья, Джонатан Б. Тьюрелл и Питер Беккер, которые владеют также коллекцией «Criterion», продолжили бизнес «Януса»; директором компании в 2006 году был Джонатан Тьюрелл

## Последние выпуски
24 октября 2006 года, в рамках празднования 50-летнего юбилея «Janus Films», коллекция «Criterion» выпустила юбилейные боксы с 50 DVD-дисками и с приложением эссе на 200 страниц об истории художественных фильмов, которые распространялись в своё время компанией «Janus Films». Пакет назывался «Essential Art House: 50 years „Janus Films“».
В 2006 году, в рамках 44-го кинфестиваля в Нью-Йорке организаторы представили участникам и зрителям тематическую подборку под названием «50 лет Janus Films» как дань уважения компании.
В 2009 году «Janus Films» выпустила свой первый за 30 лет театральный релиз «Revanche».
В 2010 году, «Янус» приобрёл права на отечественное театральное и домашнее видео из коллекции Чарли Чаплина, по лицензии официального дистрибьютора чаплинского наследия компании «MK2». Специальное подразделение «Criterion» обрабатывает эту коллекцию для переиздания на DVD и Blu-ray в дополнение к театральному выпуску.
«Янус» также продолжает управлять частью коллекции «Caidin Film Company» в интересах компании «Westchester Films», как и полной коллекцией «Faces Distribution» Джона Кассаветиса в интересах компании «Jumer Productions»; хотя обе эти компании унаследовали свои отношения с «Янусом» от компании «Castle Hill Productions».